# Hendrik van der Veen
Hendrik van der Veen (ur. 21 lipca 1888 w Rossum, zm. 19 października 1977 w Leusden) – holenderski misjonarz i językoznawca.
Doktoryzował się w 1915 r. na podstawie pracy dotyczącej języków północnohalmaherskich. Jako pierwszy stwierdził ich odrębność względem rodziny austronezyjskiej. Później został wysłany przez Holenderskie Towarzystwo Biblijne na wyspę Celebes. Poświęcił się dokumentacji języka toradża, dzięki czemu sporządzono pełne tłumaczenie Biblii (ukończone w 1955 r.).